# 곱셈 알고리즘
곱셈 알고리즘(곱셈 알고리즘)은 2개의 수를 곱셈하기 위한 알고리즘이다. 숫자의 크기에 따라 각기 다른 알고리즘이 사용된다. 효율적인 곱셈 알고리즘은 10진수의 출현 이래로 존재해 왔다.

## 그리드법
예를 들어 34 x 13 계산은 다음과 같은 그리드를 사용하여 계산할 수 있다:
```
  300
   40
   90
 + 12
 ————
  442
```

| ×  | 30  | 4  |
| -- | --- | -- |
| 10 | 300 | 40 |
| 3  | 90  | 12 |
여기서 442를 구할 수 있는데, 합계를 통해서(오른쪽) 또는 한 줄 한 줄 값을 구성하여 구할 수 있다: (300 + 40) + (90 + 12) = 340 + 102 = 442

## 같이 보기
- 곱셈기
- 로그 (수학)
- 암산
- 계산자